# Samtgemeinde Hanstedt
In der Samtgemeinde Hanstedt aus dem niedersächsischen Landkreis Harburg haben sich sechs Gemeinden zur Erledigung ihrer Verwaltungsgeschäfte zusammengeschlossen.

## Geografie

### Geografische Lage
Die Samtgemeinde Hanstedt liegt im Nordwesten des Naturparks Lüneburger Heide und im Südteil des Landkreises Harburg. Die Samtgemeinde befindet sich im Süden der Metropolregion Hamburg. Naturräumlich gehört der größte Teil der Samtgemeinde zur Hochheide. Zu den höchsten Punkten zählen die „Hanstedter Berge“ (126 m), der „Rothberg“ (113 m, Brackel) und der „Krähenberg“ (123 m, Asendorf). Im Norden und Nordosten geht die Hochheide in die Luheheide über, die mit einem deutlich ausgeprägten Stufenrand zum Elbtal abfällt.

### Samtgemeindegliederung
- Asendorf mit den Ortsteilen Asendorf und Dierkshausen.
- Brackel mit den Ortsteilen Brackel und Thieshope.
- Egestorf mit den Ortsteilen Döhle, Egestorf, Evendorf, Sahrendorf und Schätzendorf.
- Hanstedt mit den Ortsteilen Hanstedt, Nindorf, Ollsen, Quarrendorf und Schierhorn.
- Marxen mit den Ortsteilen Marxen und Schmalenfelde.
- Undeloh mit den Ortsteilen Undeloh, Wehlen und Wesel.

## Geschichte
Durch das Gesetz zur Neugliederung der Gemeinden im Landkreis Harburg wurden am 1. Juli 1972 die 15 nachfolgenden zuvor selbstständigen Gemeinden zu sechs Gemeinden zusammengefasst, die wiederum die Samtgemeinde Hanstedt bildeten: Asendorf mit Dierkshausen, Brackel, Thieshope, Egestorf, Sahrendorf mit Schätzendorf, Döhle, Evendorf, Hanstedt, Nindorf, Ollsen, Quarrendorf, Schierhorn mit Weihe, Marxen mit Schmalenfelde, Undeloh und Wehlen mit Wesel.

## Politik
Die Samtgemeinde Hanstedt ist eine Körperschaft des öffentlichen Rechts, die für ihre Mitgliedsgemeinden die Verwaltungsgeschäfte führt. Das Niedersächsische Kommunalverfassungsgesetz regelt die Aufgaben der Samtgemeinde. Hierzu gehören u. a. die Aufstellung von Flächennutzungsplänen, Brandschutz nach dem Niedersächsischen Brandschutzgesetz, Trägerschaft der allgemeinbildenden öffentlichen Schulen, Friedhofsangelegenheiten, Bau und Unterhaltung der Gemeindeverbindungsstraßen, Trinkwasserversorgung und Abwasserbeseitigung. Darüber hinaus unterstützt die Samtgemeinde Hanstedt die Mitgliedsgemeinden bei der Erfüllung ihrer Aufgaben und führt deren Kassengeschäfte.
Haupteinnahmequelle der Samtgemeinde ist die Samtgemeindeumlage gemäß § 111 Abs. 3 Niedersächsisches Kommunalverfassungsgesetz. Diese Umlage wird von den Mitgliedsgemeinden entsprechend ihrer Finanzkraft geleistet. Der Hebesatz der Samtgemeindeumlage auf die Steuerkraftzahlen wurde im Haushaltsjahr 2009 auf 43,5 Prozent festgesetzt.

### Samtgemeinderat
Der Samtgemeinderat besteht aus 30 Mitgliedern. Dies ist die festgelegte Anzahl für eine Samtgemeinde mit einer Einwohnerzahl zwischen 12.001 und 15.000 Einwohnern. Die Ratsmitglieder werden durch eine Kommunalwahl für jeweils fünf Jahre gewählt. Die aktuelle Amtszeit begann am 1. November 2021 und endet am 31. Oktober 2026.
Stimme und Sitz im Samtgemeinderat hat außerdem der hauptamtliche Samtgemeindebürgermeister.
Nach den Kommunalwahlen 2011, 2016 und 2021 ergaben sich folgende Sitzverteilungen:
| Wahljahr | CDU | UNS* | Grüne | SPD | FDP | dieBasis | EB** | Gesamt   |
| 2021     | 9   | 8    | 5     | 4   | 3   | 1        | 0    | 30 Sitze |
| 2016     | 10  | 8    | 4     | 4   | 3   | –        | 1    | 30 Sitze |
| 2011     | 11  | 7    | 4     | 6   | 2   | –        | –    | 30 Sitze |

* Unabhängige Nordheide Stimmen     **2016: Einzelbewerberin Ulrike Müller

### Samtgemeindebürgermeister
Hauptamtlicher Samtgemeindebürgermeister ist Olaf Muus (parteilos). Er wurde 2011 im ersten Wahlgang mit 53,0 Prozent der Stimmen gegen zwei weitere Kandidaten gewählt.
Bei der letzten Wahl zum Samtgemeindebürgermeister 2019 wurde Muus mit 85,4 Prozent der Stimmen ohne Gegenkandidaten im Amt bestätigt.

### Wappen
Blasonierung: „In Gold ein schwarzer, balzender Birkhahn mit roten Wärzchen über den Augen.“
Der auf dem Wappen dargestellte Birkhahn, ein noch im Samtgemeindegebiet lebendes, „typisches Tier der Heide und Moorgebiete“,  stellt symbolisch die in der Samtgemeinde gelegenen Heideflächen dar – und verweist so indirekt auch auf den für die Samtgemeinde bedeutsamen Fremdenverkehr.

## Wirtschaft und Infrastruktur

### Bildung
Grundschulen mit Nachmittagsbetreuung gibt es in Brackel, Egestorf und in Hanstedt.
Die Grundschule in Egestorf wird in den nächsten Jahren völlig neu errichtet.
Alle Grundschulen verfügen über eine Mensa und eine Nachmittagsbetreuung.
Eine zweizügige Oberschule mit Mensa und Nachmittagsbetreuung (früher: Haupt- und Realschule) befindet sich im Kernort und Grundzentrum Hanstedt.

### Kindergärten
Es befinden sich Kindergärten in Hanstedt, Asendorf, Brackel, Egestorf-Schätzendorf, Marxen, Schierhorn und Quarendorf (Spielkreis). In Hanstedt, Asendorf, Egestorf-Schätzendorf, Brackel und Schierhorn gibt es noch zusätzlich eine Kinderkrippe.

### Feuerwehr
Mit der Verwaltungs- und Gebietsreform wurde die Samtgemeinde Hanstedt 1972 zuständig für den Brandschutz und die allgemeine Hilfe. In 15 Freiwilligen Feuerwehren im Bereich der Samtgemeinde Hanstedt leisten ca. 700 gut ausgebildete ehrenamtliche Feuerwehrmänner und -frauen Hilfe bei Bränden und Unfällen. Die Samtgemeinde Hanstedt verfügt auf Grund ihrer Größe über folgende Feuerwehren:
| Stützpunktfeuerwehren | Örtliche Feuerwehren                                                        |
| --------------------- | --------------------------------------------------------------------------- |
| Brackel               | Marxen und Thieshope.                                                       |
| Egestorf              | Evendorf, Sahrendorf-Schätzendorf und Undeloh.                              |
| Hanstedt              | Asendorf, Dierkshausen, Nindorf, Ollsen, Quarrendorf, Schierhorn und Wesel. |

Zu den Aufgaben der Freiwilligen Feuerwehren in der Samtgemeinde Hanstedt gehört neben den Pflichtaufgaben gem. §1 des Niedersächsischen Brandschutzgesetzes (NBrandSchG) auch die Förderung des Gemeinwesens in den dörflichen Strukturen. Und bei mehr als 15.000 Einwohnern in rund 7.200 Haushalten, den ca. 50 km2 Wald- und Heideflächen, einem 48 Kilometer langen Abschnitt der Bundesautobahn 7 sowie den 150 Kilometern Landes- und Kreisstraßen innerhalb der Samtgemeinde leisten die 15 Feuerwehren eine verlässliche Hilfe bei Bränden und Unglücksfällen. Der Samtgemeinde Hanstedt obliegt gem. §2 NBrandSchG der abwehrende Brandschutz und die Hilfeleistung in ihrem Gebiet. Sie hat dazu u. a. eine leistungsfähige Feuerwehr aufzustellen, auszurüsten und zu unterhalten sowie die für die Brandbekämpfung und die Hilfeleistung erforderlichen Anlagen, Mittel und Geräte bereitzuhalten.
Zur Nachwuchsgewinnung werden zehn Jugendfeuerwehren, mit ca. 160 Jugendlichen und zwei Kinderfeuerwehren, mit ca. 40 Kindern unterhalten.
Über die Geschichte der Feuerwehr in der Region informiert das Feuerwehrmuseum Marxen.